# Будак (Станковци)
Будак је насељено мјесто у Далмацији. Припада општини Станковци, у Задарској жупанији, Република Хрватска.

## Географија
Будак се налази 1,5 км сјеверозападно од Станковаца.

## Историја
Насеље се до територијалне реорганизације у Хрватској налазило у некадашњој великој општини Бенковац.

## Становништво
Према попису становништва из 2011. године, насеље Будак је имало 402 становника.
| Демографија | Демографија | Демографија |
| Година      | Становника  | Становника  |
| ----------- | ----------- | ----------- |
| 1971.       | 500         |             |
| 1981.       | 571         |             |
| 1991.       | 537         |             |
| 2001.       | 426         |             |
| 2011.       |             | 402         |

## Попис 1991.
На попису становништва 1991. године, насељено место Будак је имало 537 становника, следећег националног састава:
| Попис 1991.‍ | Попис 1991.‍ | Попис 1991.‍ | Попис 1991.‍ | Попис 1991.‍ |
| ----------- | ----------- | ----------- | ----------- | ----------- |
|             |             |             |             |             |
| Хрвати      | Хрвати      |             | 484         | 90,13%      |
| Македонци   | Македонци   |             | 1           | 0,18%       |
| Срби        | Срби        |             | 1           | 0,18%       |
| непознато   | непознато   |             | 51          | 9,49%       |
| укупно: 537 |             |             |             |             |